# Pina Picierno

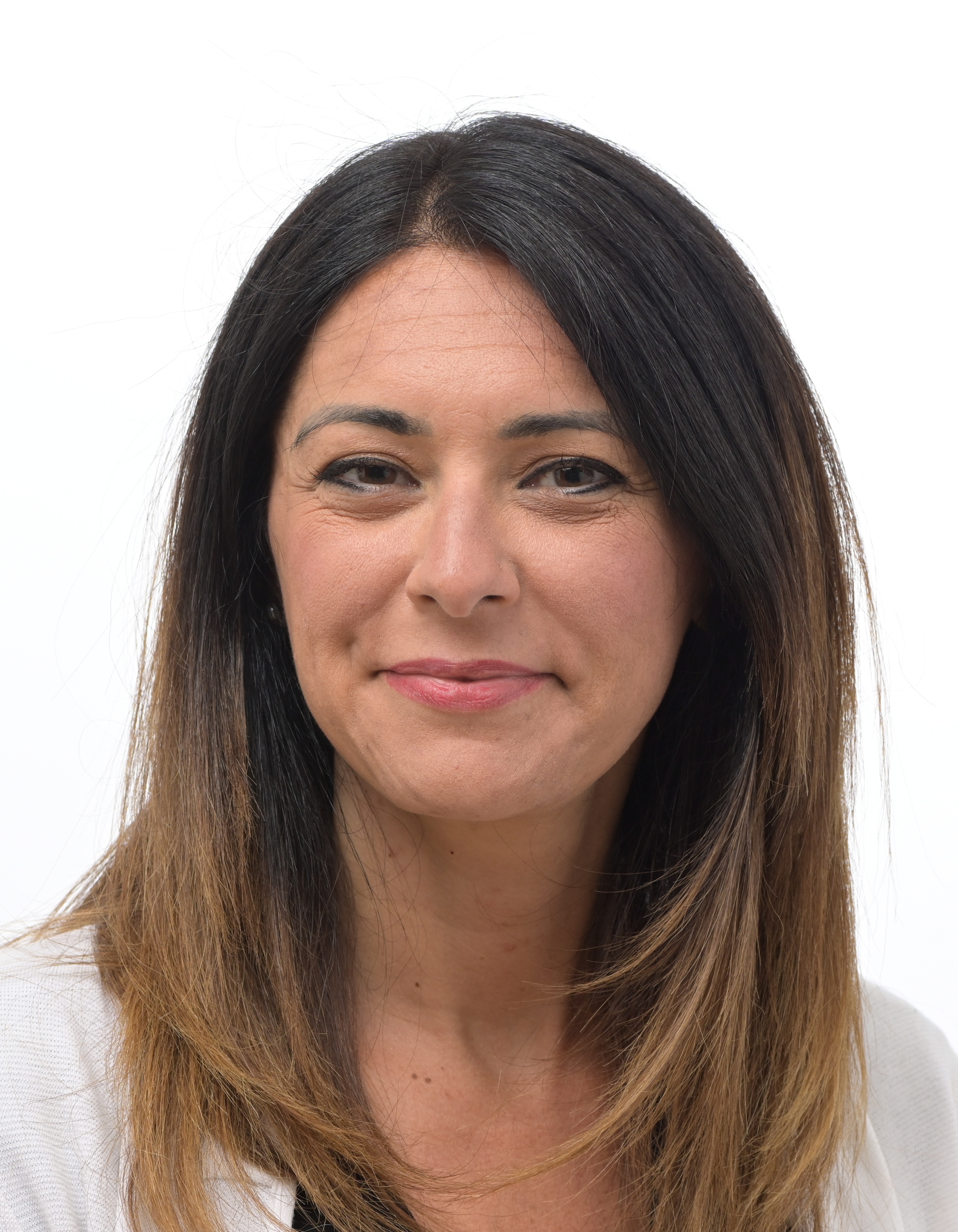
Pina Picierno (2024)

Giuseppina (Pina) Picierno (* 10. Mai 1981 in Santa Maria Capua Vetere, Provinz Caserta) ist eine italienische Politikerin der Partito Democratico. Sie ist seit 2014 Mitglied des Europäischen Parlaments. Im Januar 2022 wurde sie zu einer der 14 Vizepräsidenten des EU-Parlaments gewählt.

## Leben und Karriere
Picierno wuchs in der Kleinstadt Teano in Kampanien auf, wo ihr Onkel Raffaele Achille Picierno Bürgermeister war. Sie absolvierte ein Studium der Kommunikationswissenschaft an der Universität Salerno. In ihrer Abschlussarbeit, die mit Bestnote bewertet wurde, befasste sie sich mit der Rhetorik des ehemaligen christdemokratischen Ministerpräsidenten Ciriaco De Mita, den sie auch als politisches Vorbild betrachtet.
2005 wurde sie nationale Vorsitzende der Jugendorganisation von Democrazia è Libertà – La Margherita. Diese Partei fusionierte 2007 mit den Democratici di Sinistra zur Mitte-links-Sammelpartei Partito Democratico (PD). Unter dem ersten Sekretär (d. h. Vorsitzenden) der PD, Walter Veltroni, fungierte Picierno als Verantwortliche der Partei für Jugendfragen. 
Im Alter von 26 Jahren wurde sie bei der Parlamentswahl 2008 als Vertreterin des Wahlkreises Kampanien 2 (und somit als Nachfolgerin De Mitas) in die Camera dei deputati gewählt. Dort hatte sie zunächst einen Sitz im Kulturausschuss, ab 2010 im Justizausschuss. Als Schattenministerin für Jugend und Sport gehörte sie 2008 bis 2009 dem Schattenkabinett der PD an. Innerhalb der Partei wird sie dem christlich-sozialen Flügel („AreaDem“) des ehemaligen Parteivorsitzenden Dario Franceschini (2009) zugerechnet. Bei der Vorwahl des Mitte-links-Lagers Ende 2012 unterstützte sie jedoch den linkeren Pier Luigi Bersani gegen Matteo Renzi.
Bei den Wahlen im Frühjahr 2013 wurde sie wiedergewählt, gehörte erneut dem Justizausschuss, ab März 2014 dem Ausschuss für EU-Politik an. Zudem war sie Mitglied des Untersuchungsausschusses zur Mafia und organisierten Kriminalität. Trotz ihrer früheren Ablehnung Renzis berief dieser sie nach seiner Wahl zum Parteivorsitzenden in den Vorstand der PD, als Verantwortliche für Rechtmäßigkeit. Am 25. Juni 2014 legte sie ihr Mandat in der Abgeordnetenkammer nieder, um ihren Sitz im Europäischen Parlament einnehmen zu können.
Bei der Europawahl 2014 wurde sie als Spitzenkandidatin der PD für den Wahlkreis Süditalien ins Europäische Parlament gewählt. Dort gehört sie der Fraktion der Progressiven Allianz der Sozialdemokraten (S&D) an, war von 2014 bis 2019 stellvertretende Vorsitzende der Delegation im Gemischten Parlamentarischen Ausschuss EU-Mexiko sowie Mitglied im Haushaltsausschuss und ab 2015 zusätzlich im Ausschuss für die Rechte der Frau und die Gleichstellung der Geschlechter. Bei der Europawahl 2019 wurde sie wiedergewählt. Sie ist weiterhin Mitglied im Frauenrechte- und Gleichstellungsausschuss sowie im Ausschuss für Landwirtschaft und ländliche Entwicklung und Delegierte für die Beziehungen zu Israel.